# دانشگاه ایالتی ایندیانا
دانشگاه ایالتی ایندیانا (انگلیسی: Indiana State University) دانشگاه دولتی در تره‌هوت، ایندیانا ایندیانا است که در سال ۱۸۶۵ میلادی تاسیس شد.